# Харада (село)
Харада (авар. Хорода)— село в Тляратинском районе Дагестана. Входит в сельское поселение сельсовет Шидибский.

## География
Расположено в 14 км к северо-северо-западу от районного центра — села Тлярата, на реке Сараор.

## Население
| 1869 | 1888 | 1895 | 1926 | 1939 | 1970 | 1989 |
| ---- | ---- | ---- | ---- | ---- | ---- | ---- |
| 112  | ↗143 | ↗153 | ↘38  | ↗66  | ↗144 | ↗158 |
| 2002 | 2010 | 2021 |      |      |      |      |
| ↘146 | ↗309 | ↘126 |      |      |      |      |